# Премія Альберта Ласкера за фундаментальні медичні дослідження
Премія Альберта Ласкера за фундаментальні медичні дослідження (англ. Albert Lasker Basic Medical Research Award) — одна з номінацій премії Ласкера, що присуджуються фондом Альберта та Мері Ласкеров (англ. Lasker Foundation). Премія вручається вченим за фундаментальні дослідження, що дали методику, інформацію або концепції, які допомогли у вивченні та сприяли усуненню багатьох захворювань.